# Takis Ikonomopoulos
Takis Ikonomopoulos (19. října 1943, Kallithea – 10. února 2025, Athény) byl řecký fotbalový brankář. 

## Fotbalová kariéra
Začínal v týmu Kallithea FC. V řecké fotbalové lize chytal za Apollon Smyrna FC, Proodeftiki FC, Panathinaikos Athény a Panachaiki FC. Vyhrál čtyřikrát řeckou fotbalovou ligu a dvakrát řecký fotbalový pohár. V Poháru mistrů evropských zemí nastoupil ve 14 utkáních, v Poháru vítězů pohárů nastoupil ve 2 utkáních, v Poháru UEFA nastoupil ve 3 utkáních, ve Veletržním poháru nastoupil ve 4 utkáních a v Interkontinentálním poháru nastoupil ve 2 utkáních. Za reprezentaci Řecka nastoupil v letech 1965–1974 ve 25 utkáních. 

## Ligová bilance
| Ročník                    | Zápasy | Góly | Klub                 |
| ------------------------- | ------ | ---- | -------------------- |
| Řecká Superliga 1961/1962 | -      | -    | Apollon Smyrna FC    |
| Řecká Superliga 1962/1963 | -      | -    | Proodeftiki FC       |
| Řecká Superliga 1963/1964 | -      | -    | Proodeftiki FC       |
| Řecká Superliga 1964/1965 | -      | -    | Panathinaikos Athény |
| Řecká Superliga 1965/1966 | -      | -    | Panathinaikos Athény |
| Řecká Superliga 1966/1967 | -      | -    | Panathinaikos Athény |
| Řecká Superliga 1967/1968 | -      | -    | Panathinaikos Athény |
| Řecká Superliga 1968/1969 | 34     | 0    | Panathinaikos Athény |
| Řecká Superliga 1969/1970 | 33     | 0    | Panathinaikos Athény |
| Řecká Superliga 1970/1971 | 26     | 0    | Panathinaikos Athény |
| Řecká Superliga 1971/1972 | 23     | 0    | Panathinaikos Athény |
| Řecká Superliga 1972/1973 | 13     | 0    | Panathinaikos Athény |
| Řecká Superliga 1973/1974 | 33     | 0    | Panathinaikos Athény |
| Řecká Superliga 1974/1975 | 16     | 0    | Panathinaikos Athény |
| Řecká Superliga 1975/1976 | 0      | 0    | Panathinaikos Athény |
| Řecká Superliga 1976/1977 | 25     | 0    | Panachaiki FC        |
| Řecká Superliga 1977/1978 | 30     | 0    | Apollon Smyrna FC    |
| Řecká Superliga 1978/1979 | 2      | 0    | Apollon Smyrna FC    |
| CELKEM Řecká Superliga    | -      | -    |                      |